# Glenea brunnipennis
Glenea brunnipennis é uma espécie de escaravelho da família Cerambycidae. Foi descrita por Stephan von Breuning em 1958. É conhecida a sua existência nas Filipinas.